# Idit Silman
Idit Silman (in ebraico עִידִּית סִילְמָן‎?; Rehovot, 27 ottobre 1980) è una politica israeliana, ministro della protezione ambientale dal 29 dicembre 2022 nel governo Netanyahu VI.

## Biografia
Nata e cresciuta a Rehovot da genitori ebrei marocchini, emigrati dal Marocco in giovane età, come seconda di tre figli, ha studiato presso l'Istituto Wingate di Netanya per poi lavorare nel settore medico e diventando responsabile del marketing per Clalit.
Militante del Partito Nazionale Religioso sin da giovane e poi di La Casa Ebraica, si è candidata con quest'ultima alle elezioni parlamentari dell'aprile 2019, risultando eletta alla Knesset nella coalizione Unione dei Partiti di Destra, rimanendo in carica solo pochi mesi fino alle successive elezioni di settembre 2019.
Nel gennaio 2020 ha annunciato di esser passata a Yamina con le quali ha poi preso parte alle elezioni parlamentari del 2021; pur non risultando eletta alla Knesset vi è poi entrata in seguito alle dimissioni di Alon Davidi, presentate prima che la nuova legislatura avesse inizio per rimanere in carica come sindaco di Sderot. Nell'aprile 2022 ha annunciato di aver lasciato la coalizione di Yamina, passando al Likud e facendo traballare la maggioranza del primo ministro Naftali Bennett; quest'ultimo ha sostenuto che Silman sarebbe stata "perseguitata e minacciata" dai membri del Likud, tra cui anche il leader del partito Benjamin Netanyahu. Lei stessa ha tuttavia affermato che la principale ragione per aver lasciato il partito era legata a decisioni del governo su questioni religiose, citando l'esempio della decisione del ministro della salute Nitzan Horowitz di consentire l'accesso agli ospedali anche a visitatori con chametz durante la Pesach, il cui possesso e consumo è proibito proprio in occasione di questa festività dalla legge ebraica. Ha rassegnato le dimissioni dalla Knesset l'11 settembre dello stesso anno, venendo rimpiazzata da Orna Starkmann.
Nel Likud ha preso parte alle elezioni parlamentari del 2022, risultando nuovamente eletta ma venendo nominata il 29 dicembre 2022 come ministro della protezione ambientale nel sesto governo Netanyahu; il 7 gennaio successivo, in qualità di ministro, ha quindi rassegnato le dimissioni da parlamentare.